# نهائي دوري أبطال أوروبا 2010
نهائي دوري أبطال أوروبا 2010 هي مباراة كرة قدم لتحديد بطل دوري أبطال أوروبا 2009-10. المباراة لعبت على ملعب سانتياغو بيرنابيو في مدريد بين بايرن ميونخ وإنتر ميلان.

## الخلفية

### المواجهات الرسمية
- قبل نهائي 2010 بين بايرن ميونخ الألماني وإنتر ميلان الإيطالي سبق أن التقيا الفريقان ثلاث مرات في المنافسات الأوروبية، وفي الثلاث مباريات فاز بايرن ميونخ في مبارتين وأما الأنتر فاز في 2010، وأنتهت المباراة الأخرى بتعادل.أولى مباراة التقيا فيها هي في كأس الاتحاد الأوروبي عام 1988-1989 في الدور الثالث وفاز فيها الأنتر ب2-0 في المبارة الأولى في ملعب ميونخ الأولمبي ولكن البايرن رد عليه في ملعب سان سيرو ب3-1 بعد أسبوعين والتي أهلت البايرن للدور الربع النهائي بعد احتساب قاعدة الهدف الاعتباري.ووضعا في المرة الثانية في المجموعة الثانية لدوري أبطال أوروبا 2006-2007 جنبا إلى جنب مع سبارتاك موسكو الروسي وسبورتينغ لشبونة البرتغالي.وكانت المباراة الأولى بين بايرن ميونيخ وانتر ميلان في سان سيرو، حيث فاز بايرن ميونيخ 2-0، وفي مباراة الإياب انتهت بالتعادل 1-1.

### حلم الثلاثية
- كل من الفريقيين كانا يطمحان لتحقيق الثلاثية التاريخية وهو إنجاز لم يسبق لأي نادي أن فعلها من قبل في بلدانهم، فالإنتر كان قريب من تحقيقها في 1965 بعد تحقيقه للدوري الإيطالي ودوري أبطال أوروبا ولكنه خسر كأس إيطاليا أمام يوفنتوس ب1-0، أما بايرن ميونخ ففاز بالبوندسليغا رقم 22 في اليوم الأخير من الموسم على هرتا برلين ب3-1 قبل أن يفوز بكأس ألمانيا على فيردر بريمن في 15 ماي 2010. من جهة أخرى الإنتر فاز بكأس إيطاليا على روما ب1-0 يوم 5 مايو 2010 ثم عاد ليفوز بلقب الدوري الإيطالي للمرة الخامسة على التوالي يوم 16 ماي على  سيينا.وكل من الفريقين ضمن ألقابه المحلية وذهب ليفوز بدوري أبطال أوروبا والسير على أعقاب برشلونة الإسباني الذي فاز بالسداسية التاريخية عام 2009-2010.

### فان خال الأستاذ ومورينهو الداهية
- ويضاف أيضا أن مدربي الفريقين وهما الهولندي لويس فان خال وجوزيه مورينيو فازا بالمسابقة في الماضي، فالأول فاز بها عام 1995 مع أياكس أمستردام الهولندي في حين أن مورينيو فاز بها مع بورتو عام 2004، والفائز بها يكون ثالث مدرب يفوز بها في ناديين مختلفيين على خطى أرنست هابل (فيينورد عام 1970 وهامبورغ عام 1983) وأوتمار هيتسفيلد (مع بوروسيا دورتموند عام 1997 وبايرن ميونيخ عام 2001).وهذا هو النهائي الخامس في تاريخ دوري أبطال أوروبا التي جمعت بين مدربي الفائزين سابقا بكأس المسابقة بعد عام 1962، 1978، 2002 و2007.وهو أول نهائي دوري أبطال أوروبا خرجت منها فريقين غير مرشحين لنيلها بعد سقوط أغلب الفرق المرشحة.

### ملعب سانتياغو برنابيو

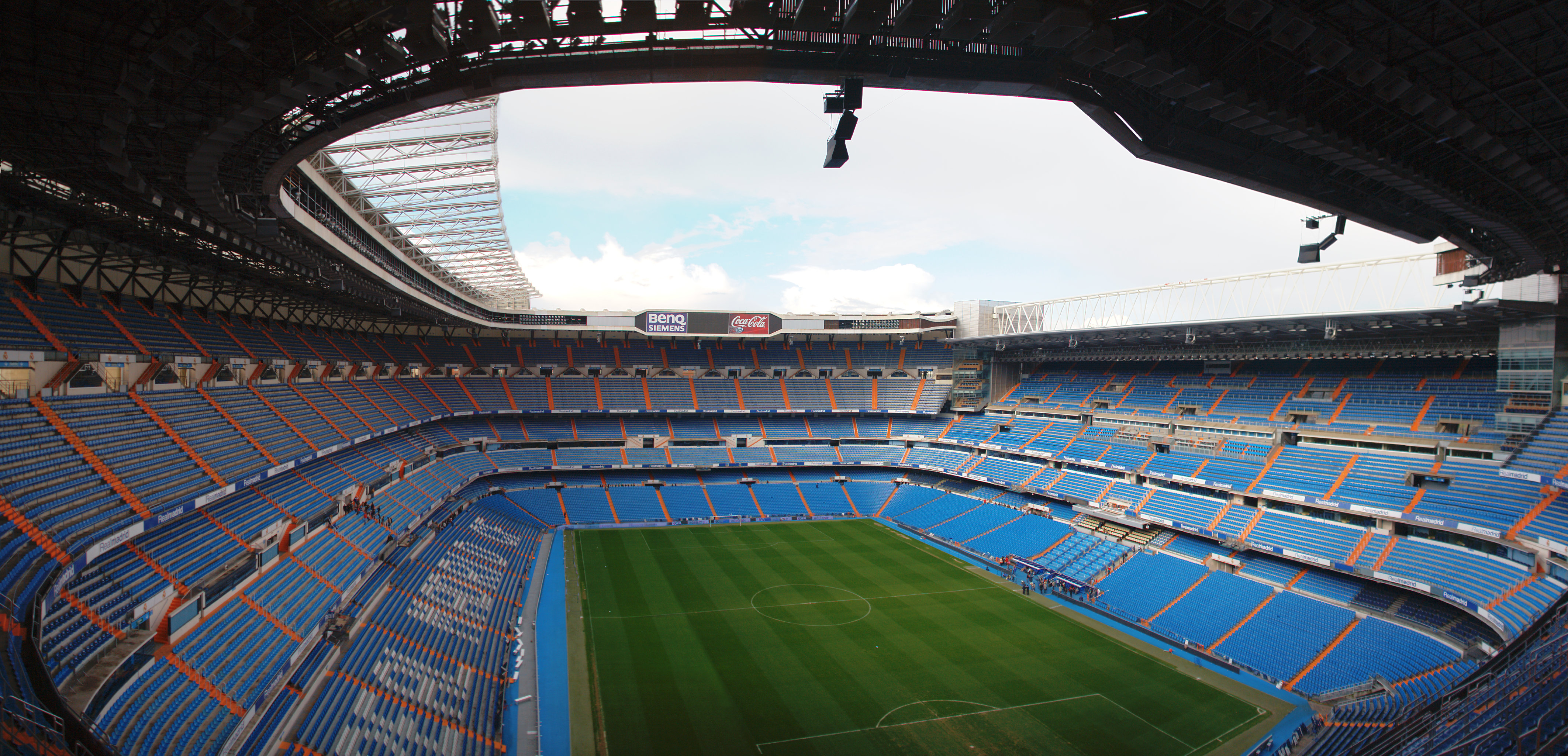
ملعب سانتياغو برنابيو معقل ريال مدريد الذي استضاف نهائي دوري أبطال أوروبا 2010

- واختير ملعب سانتياغو بيرنابيو كمكان لإجراء نهائي دوري أبطال أوروبا لعام 2010 في آذار / مارس 2008، وكان هذا الملعب مسرحا لثلاث نهائيات دوري أبطال أوروبا في كل من عام 1957 و1969 و1980 وقد خرج يال مدريد فائزا في نهائي 1957 بعد فوزه على فيورنتينا الإيطالي في عام 1957 أمام 120.000 متفرج..ثاني أعلى حضور في نهائي دوري أبطال أوروبا.. وفاز أي سي ميلان الإيطالي بالنهائي الثاني بعد فوزه على أجاكس أمستردام ب4-1 عام 1969، وفاز نوتنغهام فورست بنهائي على هامبورغ عام 1980 ب1-0.
- وافتتح الملعب في عام 1947 بعد انتخاب سانتياغو بيرنابيو رئيسا لريال مدريد، وكان الملعب سعته القصوى تزيد عن 75,000، لكن هذا الرقم ارتفع إلى 125,000 مع إضافة مدرج رابع للملعب عام 1954.وقد تم اختيار الملعب واحد من ملعبين لخوض مباريات في نهائيات كأس الأمم الأوروبية لعام 1964، واستضاف فيه المنتخب الإسباني مبارته مع الإتحاد السوفياتي وفاز عليه 2-1 استعدادا لنهائيات كأس العالم 1982 لكرة القدم وبعد إكراه من الفيفا لتجديده تم إضافة مظلات الملعب على كل مدرجات الملعب الأربعة والحد من القدرة الاستيعابية ب90.800، واستضاف الملعب كل ثلاث مباريات من المجموعة الثانية والنهائي من كأس العالم 1982. وقد خفضت لأكثر من 75,000 مقعد فقط، لكن التوسع الأخير في عام 2006 زاد قدرته على ما يزيد قليلا عن 80.000 ومع ذلك، أستغل 75.000 مقعدا متاحا لعام لنهائي 2010.

### الكرة الرسمية
- كشفت أديداس النقاب عن كرة الرسمية لنهائي دوري أبطال أوروبا 2010 يوم 9 مارس 2009 وكانت هي الأخرى كمثيلتها 9 عبارة عن كرة نجمية  وهو التصميم المرادف لكرات دوري أبطال أوروبا.وبها نجوم ذهبية بها حدود حمراء ويشير هذا لعلم إسبانيا حين أن اللون الأساسي للكرة هو الأبيض والذي يشير لنادي ريال مدريد الإسباني.

## الحكام

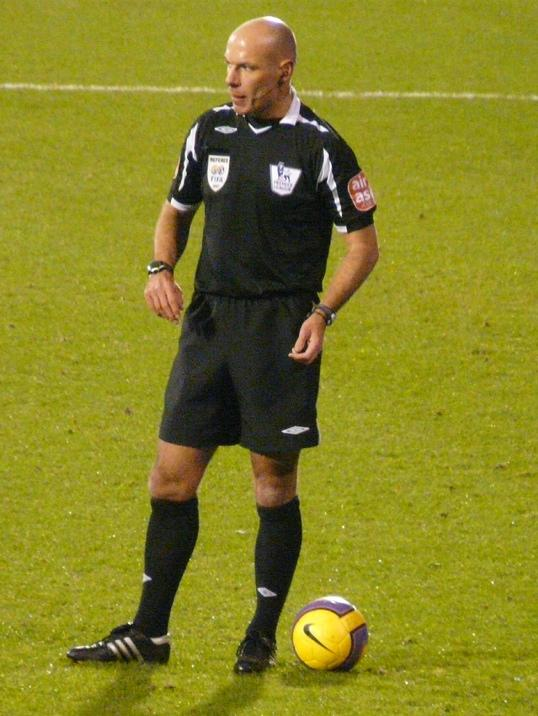
هوارد ويب

- حكم اللقاء الحكم الدولي الأنجليزي هوارد ويب الذي كان على لائحة الحكام المعتمدين منذ عام 2005، وهو يمثل اتحاد كرة قدم الأنجليزية وأصبح حكما دوليا عام 2005 أيضا، وكانت مباراته الأولى في دوري أبطال أوروبا عام 2005 في الدور التمهيدي الثاني بين فريق هـَـكا الفنلندي وفالينجرا النرويجي، وجاء تعيينه الأول في دوري أبطال أوروبا في مباراة بين ستيوا بوخارست الروماني وليون الفرنسي يوم 26 سبتمبر 2006.
- قبل نهائي 2010 أدار هوارد 17 لقاء في دوري أبطال أوروبا و9 لقاءات في الدوري الأوروبي، كما أستدعي للتحكيم في كأس الأمم الأوروبية 2008 وكأس القارات 2009 وأختير ليكون ممثلا لأنكلترا في نهائيات كأس العالم 2010.
- وكالعادة، كان مدعوما من قبل الحكام من نفس البلد وفي نهائي 2010 ساعد هوارد ويب كل من دارين كان ومايك ميلاركي ومارتين أتكينسون كحكم رابع.

## الطريق إلى مدريد
| الفريق      | لعب | ف | ت | خ | له | عليه | +/- | نقاط |
| ----------- | --- | - | - | - | -- | ---- | --- | ---- |
| بوردو       | 6   | 5 | 1 | 0 | 9  | 2    | 7+  | 16   |
| بايرن ميونخ | 6   | 3 | 1 | 2 | 9  | 5    | 4+  | 10   |
| يوفنتوس     | 6   | 2 | 2 | 2 | 4  | 7    | 3−  | 8    |
| مكابي حيفا  | 6   | 0 | 0 | 6 | 0  | 8    | 8−  | 0    |

| الفريق      | لعب | ف | ت | خ | له | عليه | +/- | نقاط |
| ----------- | --- | - | - | - | -- | ---- | --- | ---- |
| برشلونة     | 6   | 3 | 2 | 1 | 7  | 3    | 4+  | 11   |
| إنتر ميلان  | 6   | 2 | 3 | 1 | 7  | 6    | 1+  | 9    |
| روبين قازان | 6   | 2 | 3 | 1 | 4  | 7    | 3−  | 6    |
| دينامو كييف | 6   | 1 | 2 | 3 | 7  | 9    | 2−  | 4    |

## المباراة

### تفاصيل
| بايرن ميونخ | 0 – 2 | إنتر ميلان      |
| ----------- | ----- | --------------- |
|             |       | ميليتو 35'، 70' |

| بايرن ميونخ | إنتر ميلان |

| التشكيلة الأساسية: |    |                     |     |
|                    |    |                     |     |
| GK                 | 22 | هانز يورغ بوت       |     |
| RB                 | 21 | فيليب لام           |     |
| CB                 | 5  | دانييل فان بويتن    |     |
| CB                 | 6  | مارتن ديميكيليس 26' |     |
| LB                 | 28 | هولغر بادشتوبر      | 78' |
| CM                 | 17 | مارك فان بوميل      |     |
| CM                 | 31 | باستيان شفاينشتايغر |     |
| RW                 | 8  | آريين روبن          |     |
| SS                 | 25 | توماس مولر          |     |
| LW                 | 10 | حميد ألتينتوب 63'   |     |
| CF                 | 11 | إيفيكا أوليتش 74'   |     |
| الاحتياط:          |    |                     |     |
| GK                 | 1  | مايكل رينسنغ        |     |
| DF                 | 13 | أندرياس غورليتز     |     |
| DF                 | 26 | دييغو كونتينتو      |     |
| MF                 | 23 | دانييل برانيتش      |     |
| MF                 | 44 | أناتولي تيموشوك     |     |
| FW                 | 18 | ميروسلاف كلوزه 63'  |     |
| FW                 | 33 | ماريو غوميز 74'     |     |
| المدرب:            |    |                     |     |
| لويس فان خال       |    |                     |     |

| التشكيلة الأساسية: |    |                  |       |       |
|                    |    |                  |       |       |
| GK                 | 12 | جوليو سيزار      |       |       |
| RB                 | 13 | مايكون           |       |       |
| CB                 | 6  | لوسيو            |       |       |
| CB                 | 25 | والتر صامويل     |       |       |
| LB                 | 26 | كريستيان كيفو    | 30'   | 68'   |
| CM                 | 4  | خافيير زانيتي    |       |       |
| CM                 | 19 | إستيبان كامبياسو |       |       |
| AM                 | 10 | ويسلي سنايدر     |       |       |
| RF                 | 9  | صامويل إيتو      |       |       |
| CF                 | 22 | دييغو ميليتو     |       | 90+2' |
| LF                 | 27 | غوران بانديف     |       | 79'   |
| الاحتياط:          |    |                  |       |       |
| GK                 | 1  | فرانشيسكو تولدو  |       |       |
| DF                 | 2  | إيفان كوردوبا    |       |       |
| DF                 | 23 | ماركو ماتيراتزي  | 90+2' |       |
| MF                 | 5  | ديان ستانكوفيتش  | 68'   |       |
| MF                 | 11 | سولي مونتاري     | 79'   |       |
| MF                 | 17 | مكدونالد ماريغا  |       |       |
| FW                 | 45 | ماريو بالوتيلي   |       |       |
| المدرب:            |    |                  |       |       |
| جوزيه مورينيو      |    |                  |       |       |

## ملخص المباراة

فوز إنتر ميلان باللقب

- حملت جماهير الأنتر قبل ضربة البداية لافتة كبيرة بها علم الانتر في المبارة التي فاز بها إنتر ميلان الإيطالي على بايرن ميونيخ الألماني بهدفين من توقيع دييغو ميليتو في الدقيقتين 30 و70. وسجل ميليتو الهدف الأول بعد تمريرة من خوليو سيزار إلى ويسلي شنايدر والتي راحت لدييغو ميليتو ومر أمام المدافيعين وسجل الهدف، أما الهدف الثاني فجاءت من تمريرة من صأمويل إيتو فراوغ البلجيكي دانييل فان بويتن على مرتين وسجل الهدف على يمنى الحارس البافاري، وتم إستبداله بعد وقت قصير من نهاية المباراة وأعترف مارك فان بوميل قائد الفريق بأحقية الأنتر بالفوز مشيرا إلى نجاح تكتيكات المدرب مورينهو ضد الهجوم البافاري، وكشف جوزيه مورينهو أنه يتطلع لأن يصبح أول مدرب يحصل عليها مع ثلاثة فرق وهو ماربطه مع ريال مدريد والذي انتقل إليه مطلع العام الجاري.

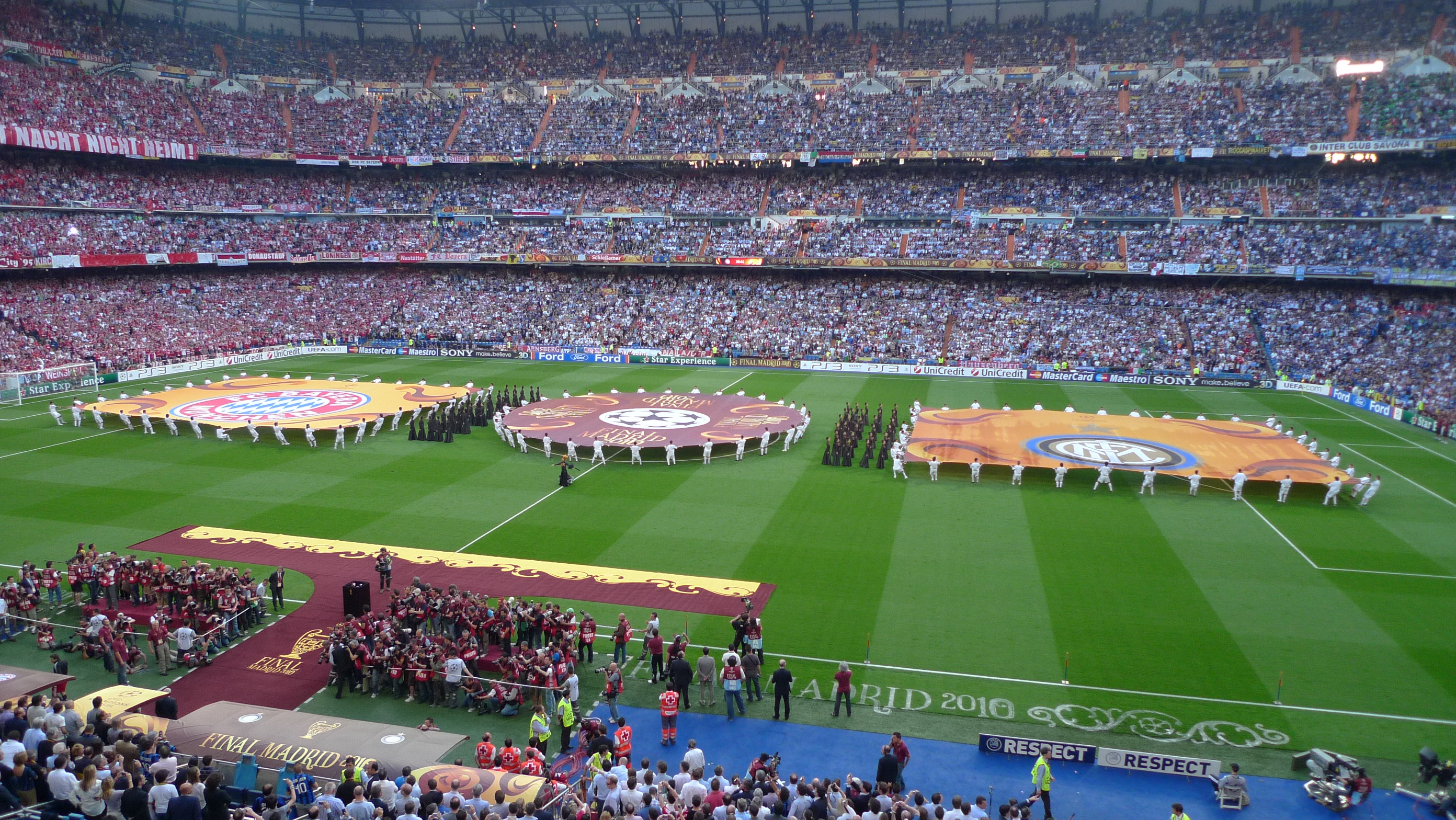
حفل افتتاح نهائي 2010.
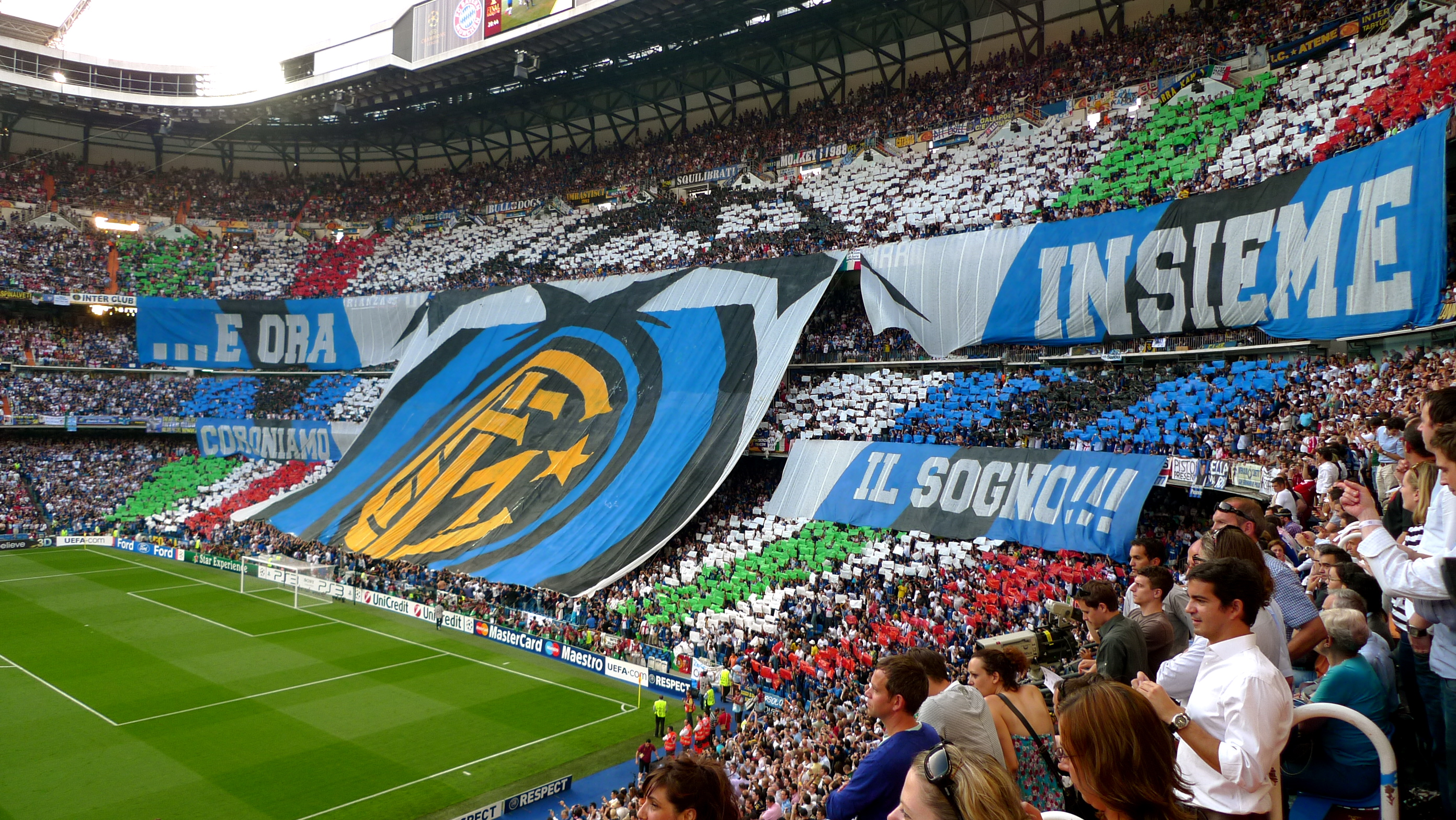
جماهير الأنتر تحمل لافتة كبيرة قبل انطلاق المباراة.
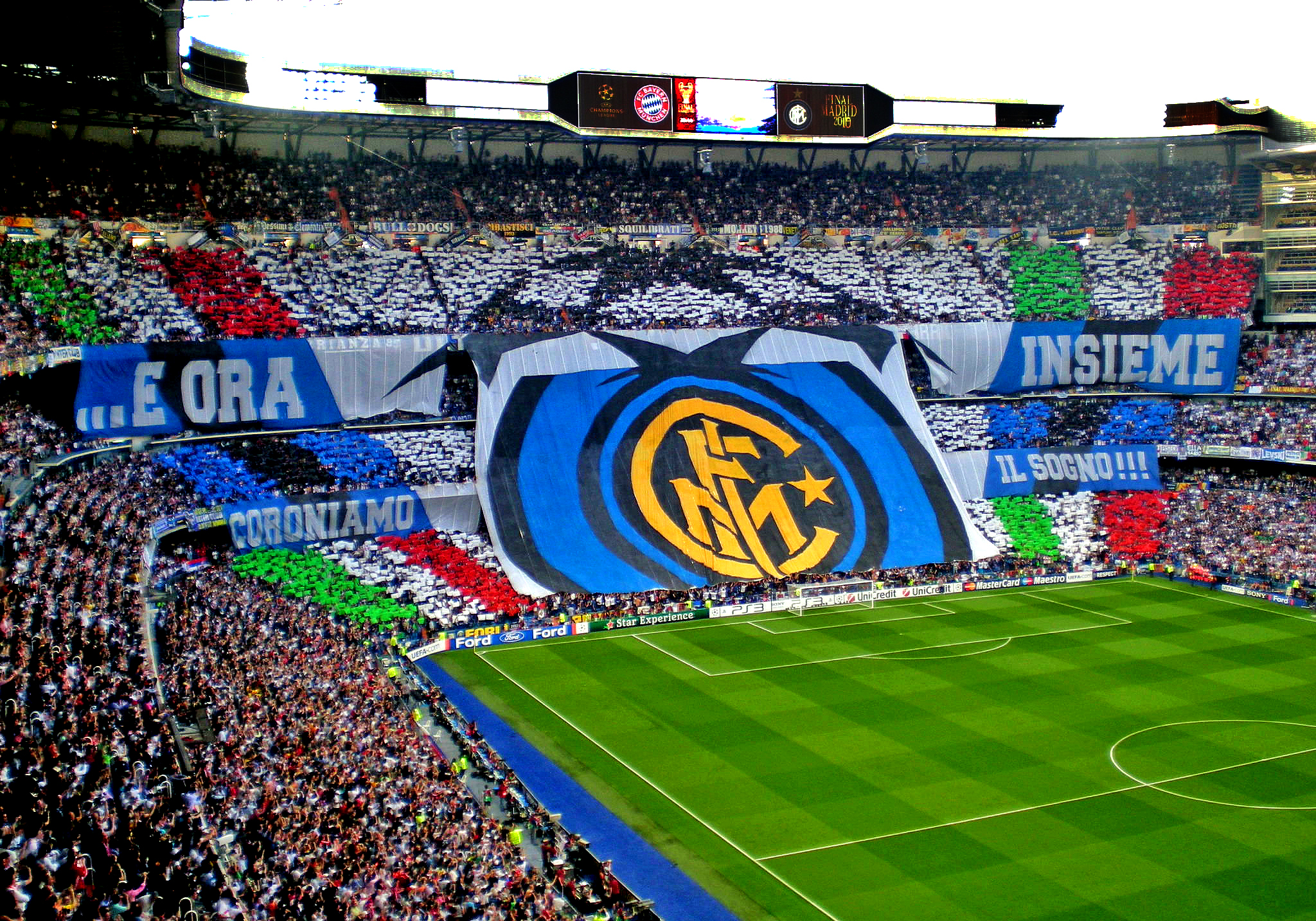
اللافتة من جهة أخرى من الملعب.